# Fancy (band)
Fancy was een niet lang bestaande Britse pop/rock-band.

## Bezetting
- Annie Kavanagh[3] (zang)
- Helen Caunt[4] (zang)
- Henry Spinetti[5] (drums)
- Les Binks[6] (drums)
- Mo Foster[7] (basgitaar)
- Ray Fenwick[8] (gitaar)

## Geschiedenis
Mike Hursts aanvankelijke plan voor het pas later Fancy genoemde project was om de klassieker Wild Thing van The Troggs opnieuw uit te brengen met funk-ritmen en meer sexappeal dan het origineel volgens hem had. De met hem bevriende gitarist Ray Fenwick was vanaf het begin betrokken bij de opnamen en de stilistische uitwerking van de song. Als studiomuzikant waren de bassist Mo Foster, de toetsenist Alan Hawkshaw en de drummer Henry Spinetti betrokken. Voor de leadzang koos men uiteindelijk voor Helen Caunt, die tijdens haar bijdrage echter meer steunde dan zong. 
In het voorjaar van 1973 verscheen de single bij Atlantic Records, maar maakte in het Verenigd Koninkrijk geen al te grote indruk. Pas toen Wild Thing na meer dan een jaar vertraging ook bij het Atlantic-sublabel Big Tree in de Verenigde Staten werd uitgebracht en daar verrassend uitgroeide tot top 20-hit, ontstond uit het tot dusver zijnde studioproject Fancy een heuse band, echter met twee nieuwe bezettingen. Als zangeres werd Annie Kavanagh gecontracteerd, aangezien de vocale capaciteiten van Helen Caunt voor liveoptredens niet erg geschikt waren. De plaats achter de drums werd ingenomen door Les Binks.
In de zomer van 1974 toerde Fancy door Noord-Amerika en speelde onder andere in het voorprogramma van Steppenwolf, Kiss en Wishbone Ash. Het eerste door Mike Hurst geproduceerde gelijknamige album bevatte ook de opvolgende single Touch Me, die eind 1974 ook in de top 20 van de Billboard Hot 100 binnenkwam. Ondanks de beide single-successen werd het album niet zo goed verkocht, waarna de band wisselde naar Arista Records.
Verdere hitsuccessen waren niet te vermelden en na het tweede album Fancy Turns You On (1975), dat een coverversie bevatte van I Was Made to Love Her van Stevie Wonder, werd het bandproject beëindigd en de band ontbonden.

## Discografie

### Singles
- 1973: Wild Thing (Atlantic Records)
- 1974: Touch Me (Atlantic Records)
- 1975: She's Riding the Rock Machine (Arista Records)
- 1975: I Was Made to Love Him (Arista Records)
- 1975: Music Maker (Arista Records)

### Albums
- Wild Thing – Atlantic Records 1974, Collectables Records 2006
- Wild Thing
- Love for Sale
- Move On
- I Don’t Need Your Love
- One Night
- Touch Me
- US Surprise
- Between the Devil and Me
- I'm a Woman
- Feel Good
- Fancy Turns You On (alias Something to Remember) – RCA Records resp. Arista Records 1975
- Fancy
- She's Riding the Rock Machine
- I Was Made to Love Him
- You've Been in Love Too Long
- Something to Remember
- Everybody's Cryin' Mercy
- The Tour Song
- Stop
- Music Maker
- Bluebird
- Wild Thing / Turns You On – Angel Air 2001